# BSシネマの贈りもの
BSシネマの贈りもの（びーえすしねまのおくりもの）は、NHK BS2で2004年3月29日から2006年12月24日まで放送されていたテレビ番組。

## 概要
BS映画専門の広報番組。映画の魅力を、知られざるエピソードや関係者のインタビューなどを交えて紹介。
前身番組は2003年度放送の『シネマ・ナビゲーション』。後継番組は2007年1月より放送の『シネマ堂本舗』。

## 放送時間
- 2004年度前期 月曜08:05-08:15／月曜22:50-23:00／金曜08:05-08:15
- 2004年度後期 月曜22:50-23:00／日曜22:45-22:55
- 2005年度 火曜19:50-20:00／火 - 木曜11:44-11:55
- 2006年度 土曜06:50-07:00／火曜19:50-20:00／日曜21:50-22:00／月曜22:50-23:00

## 関連番組
- 衛星映画劇場
- シネマ・ナビゲーション
- シネマの窓
- シネマ堂本舗

| NHKBS2 放送映画作品解説番組 | NHKBS2 放送映画作品解説番組 | NHKBS2 放送映画作品解説番組 |
| 前番組                      | 番組名                      | 次番組                      |
| --------------------------- | --------------------------- | --------------------------- |
| シネマ・ナビゲーション      | BSシネマの贈りもの          | シネマ堂本舗                |